# Pendage
 (avril 2014).
En géologie et cartographie, le pendage est l'orientation d’un plan, d’une surface. Une indication de pendage réunit les indications de direction et d'inclinaison du plan décrit, tandis que le terme de pendage simple fait référence à l'angle d'inclinaison seulement.

## Caractérisation spatiale d'un plan

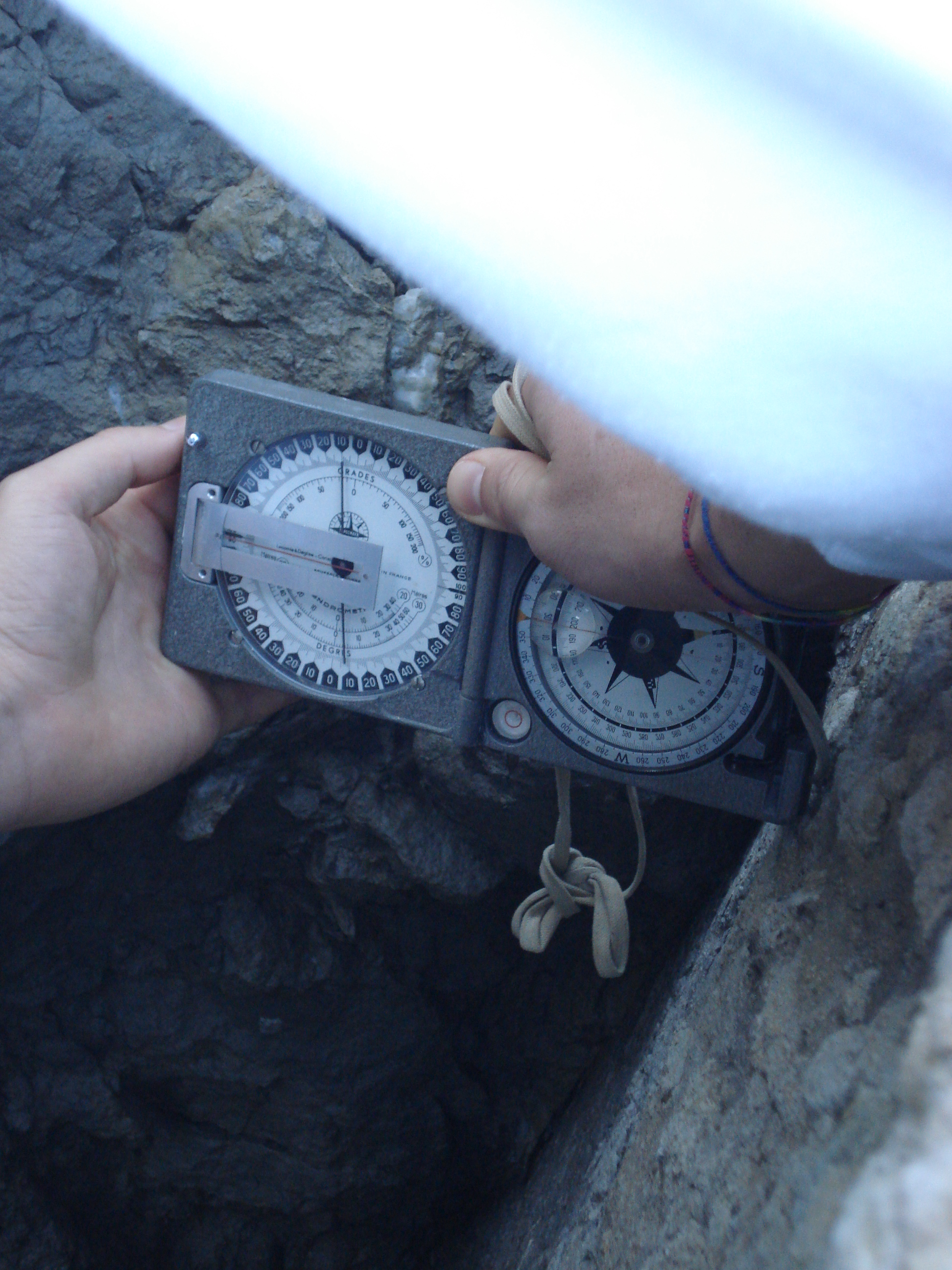
Mesure de la direction géographique pour une indication de pendage. L'outil utilisé est ici la boussole, à l'horizontale (donc placée orthogonalement au miroir de faille, qui est le plan dont on cherche le pendage).

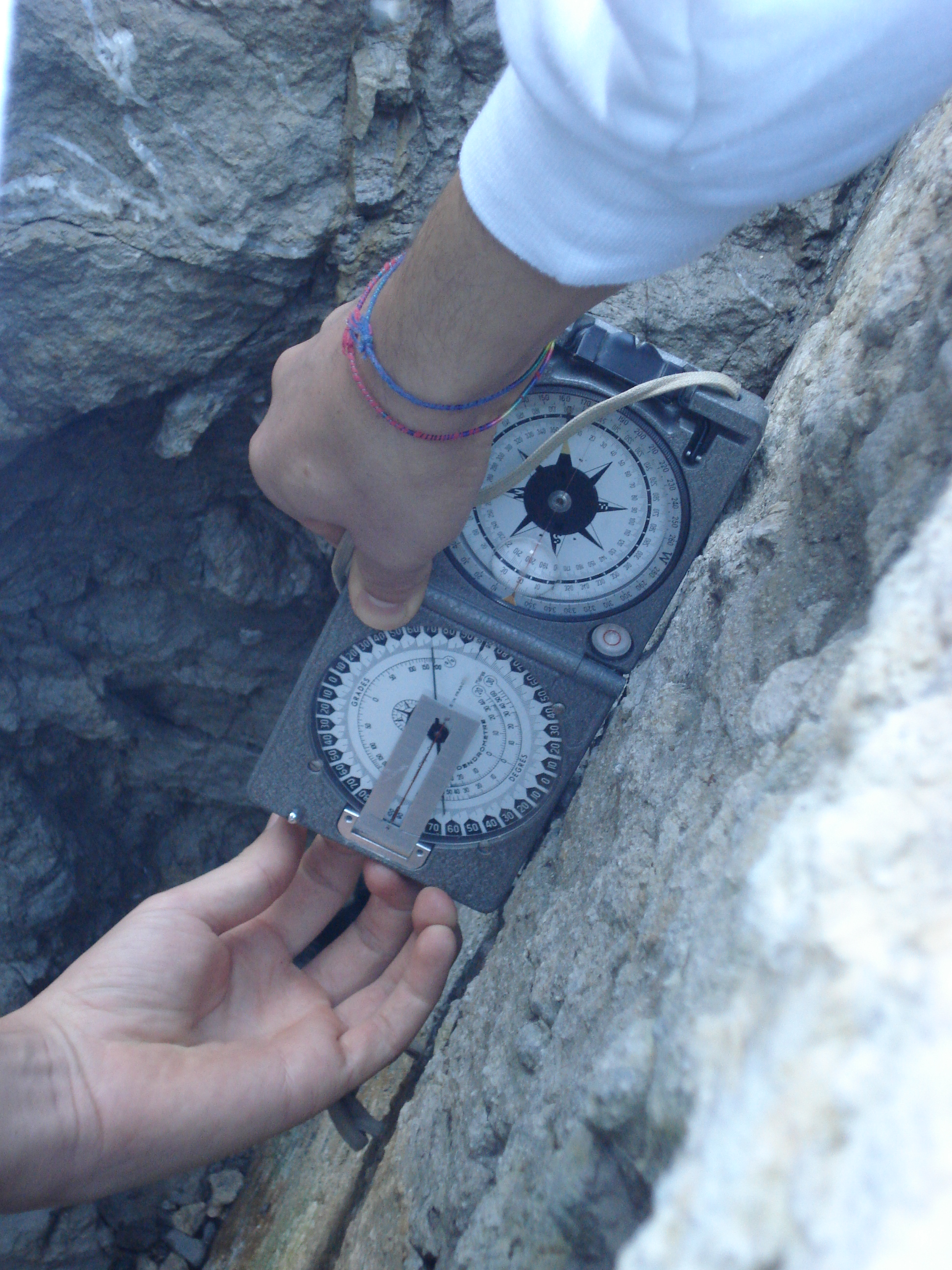
Mesure de la valeur angulaire du pendage d'un miroir de faille. L'outil utilisé est ici l'inclinomètre, placé à la verticale. L'angle est associé à une direction pour indiquer « de quel côté » se fait l'inclinaison du plan.

Toute surface plane — typiquement, une section de couche ou de strate vue à l'affleurement — contient une infinité de droites parallèles entre elles. Une indication de pendage caractérise spatialement le plan étudié en désignant deux droites remarquables parmi toutes :
- l'horizontale (ie. la droite horizontale du plan porté par la surface, « à l'affleurement » et donnant la direction du plan : Nord-Sud, Est-Est-Ouest...) ;
- la ligne de plus grande inclinaison ou de plus grand pente, qui est une droite par définition perpendiculaire à l'horizontale, et appartenant au plan. Elle donne l'angle entre la surface horizontale et le plan en tant que tel.

Pour être complète, l'indication de pendage doit être énoncée sous la forme de deux valeurs angulaires — par exemple « 045N - 45°SE ». Le premier angle, exprimé sur trois chiffres entre 0 et 180 degrés, se mesure entre le Nord magnétique et l'horizontale de la couche : c'est l'azimut de l'horizontale, ie. la direction du plan. Elle se détermine aisément avec une boussole couplée à un rapporteur gradué en degrés. Il est également possible d'utiliser la direction de la ligne de plus grande inclinaison : la convention doit alors être précisée. Le second angle est l'intensité de plongement de la ligne de plus grande inclinaison, ie. le pendage lui-même. On précise par ailleurs la direction du plongement, car la valeur angulaire seule n'est pas suffisante : la ligne de plus grande pente peut pencher plus ou moins fortement « à gauche » ou « à droite » de la verticale. Ce second angle se mesure avec un inclinomètre (ou clinomètre), petit dispositif souvent intégré aux boussoles des géologues qui donne l'angle avec la verticale, par un système de poids ou de rapporteur.
Très souvent, on a tendance à restreindre le terme de pendage à l'intensité de plongement de la ligne de plus grande pente. Dans ce cas :
- le pendage est nul si le plan (ou la ligne qui lui correspond) mesuré est horizontal. Dans ce cas, il n'y a pas de direction, ou plutôt, le plan est dans toutes les directions ;
- le pendage est faible si le plan (ou la ligne) mesuré est presque horizontal (moins de 30 degrés) ;
- le pendage est fort si le plan (ou la ligne) mesuré est presque vertical (plus de 60 degrés) ;
- le pendage est dit vertical, si le plan (ou la ligne) mesuré est vertical. Dans ce cas, il n'y a pas de direction pour une ligne, mais il y a une (ou plutôt deux) direction pour un plan.

Un pendage faible ne signifie pas automatiquement que la formation géologique n'a pratiquement subi aucune transformation depuis sa formation. Ce pendage peut témoigner que la formation appartient à la terminaison périclinale d'un synclinal ou d'un anticlinal par exemple.

## Pendages en cartographie
Les cartes géologiques, qui représentent comme toute carte une surface topographique en deux dimensions, portent souvent des indications de pendage sous la forme d'un symbole de pendage, qui récapitule une indication textuelle complète. Ce symbole ressemble à un T ou double équerre et est orienté. Le trait au sommet donne la direction par rapport au nord magnétique — la différence entre nord géographique, qui oriente la carte, et nord magnétique constitue la déclinaison magnétique. La taille de ce trait est fixe. Le second trait varie quant à lui en longueur, afin d'indiquer l'intensité de plongement du plan auquel se rapporte le signe de pendage. Un trait court indique un fort plongement, un trait long une pente faible : en effet, vue de dessus, un plan très penté montrera une faible largeur en surface, tandis qu'un plan proche de l'horizontal s'étendra sur une plus grande distance. En général, les cartes utilisent trois longueurs de trait (court entre 60 et 90 degrés, moyen entre 30 et 60 degrés, long pour moins de 30 degrés) mais certains signes de pendage peuvent être associés à un petit numéro donnant la valeur exacte du pendage. Il existe par ailleurs deux signes de pendage particulier : un plan vertical est indiqué par le trio trait long / point / trait long ; un plan horizontal par une croix.